# Zdeněk Tůma (malíř)
Zdeněk Tůma (křtěný Zdeněk Jeroným Jan Josef; 21. září 1907 Královské Vinohrady – 14. prosince 1943 Praha), byl český malíř, krajinář, portrétista, kostýmní výtvarník, scénograf a jevištní výtvarník.

## Život
Narodil se na Královských Vinohradech do rodiny c.k. ředitelského adjunkta školského knihoskladu Jeronýma Tůmy a jeho ženy Anny roz. Čejkové. Od mládí rád kreslil a později i maloval akvarelovými barvami. Absolvoval obecnou školu a v dalším studiu pokračoval na reálném gymnáziu na Královských Vinohradech, kde ve školním roce 1921/1922 absolvoval. V letech 1921 až 1923 navštěvoval soukromou malířskou školu F. Engelmüllera, což byla vlastně příprava pro další studium na pražské malířské akademii. Ve školním roce 1923/1924 absolvoval na akademii tzv. přípravku u prof. Josefa Loukoty. Dále navštěvoval v následujícím školním roce II. ročník všeobecné školy prof. J. Obrovského. Ve školním roce 1925/1926 pak navštěvoval III. ročník všeobecné školy prof. V Hynaise, avšak po úmrtí prof. Hynaise, výuku převzal prof. Jakub Obrovský. V dalším školním roce nastoupil do I. ročníku speciální školy prof. J. Obrovského, kde setrval další tři roky a ve školním roce 1929/1930 u téhož profesora ukončil studium s výborným výsledkem a rovněž se stal členem Jednoty výtvarných umělců.
Po ukončení studia na akademii získal stipendium do Francie, kam v roce 1931 odjel na dva měsíce. V roce 1936 si cestu zopakoval a ve Francii zůstává více než jeden rok. Ponejprv pobývá v Paříži, kde soukromě studoval malbu a rovněž navštívil atelier Františka Kupky, dále cestoval do Dieppe, navštívil Bretaň a Normandii, pobýval též v St. Malo. V roce 1936 kreslil do různých humoristických časopisů a následně si udělal krátký výlet do Londýna, poté se vrátil přes Bordeaux a jeho cílem byl Perpignan. Celý rok pak pobývá v rybářské vesnici Collioure, nedaleko od španělských hranic.
Kolem roku 1938 se Zdeněk Tůma vrátil do Čech, přes celé jižní pobřeží Francie, se zastávkami v Marseille a v Nice. Ve Francii se rovněž v té době uskutečnila jeho první samostatná výstava, na které vystavil kvaše a kresby, které během jeho pobytů vznikly.
V roce 1939 pobýval již Tůma v Praze, kde uspořádal první samostatnou výstavu v Topičově salónu a další výstava následovala v roce 1942 v tehdejší Vilímkově galerii. Zdeněk Tůma totiž začal být díky své tvorbě a díky divadelním zakázkám nezávislý. Věnoval se scénografii a v letech 1939-1934 spolupracoval s plzeňským divadlem J.K.Tyla a rovněž i s řadou pražských divadel, mezi nimi bylo i Prozatímní divadlo. Zde roku 1942 vytvořil scénografii, ke hře Giovacchinyho Forzana Průvan. Za svůj krátký život vytvořil desítky scénografických a kostýmních návrhů a podílel se 24 divadelních hrách.
Díky svému působení v divadlech se mimo jiné začal stýkat s tzv. pražskou bohémou, kde se zamiloval do Adiny Mandlové. Svatba se uskutečnila v květnu roku 1943[zdroj⁠?!] a novomanželé společně pobývali ve Spolkovém domě Hlahol, kde Mandlová tehdy bydlela. Po krátkodobém nešťastném manželství ak. malíř Zdeněk Tůma spáchal 14. prosince roku 1943 sebevraždu, otrávil se svítiplynem v bytě A. Mandlové.

V roce 1935, si zahrál epizodku hráče rulety ve filmu Klub tří.

## Výstavy

### Autorské
- 1939 Zdeněk Tůma: Obrazy, Topičův salon, Praha
- 1942 Zdeněk Tůma: Obrazy, Galerie Jos. R. Vilímek, Praha
- 1987 Zdeněk Tůma: Obrazy a kresby, Galerie výtvarného umění, Roudnice nad Labem
  - Zdeněk Tůma: Životní malířské a scénografické dílo, Letohrádek Ostrov, Ostrov
  - Zdeněk Tůma: Výběr z díla, Galerie výtvarného umění, Cheb
- 2019 Zdeněk Tůma: Kresby, kvaše a akvarely z Francie z let 1936-1937, Galerie Ztichlá klika, Praha
- 2019 Zdeněk Tůma: Obrazy z let 1936-1943, Galerie Ztichlá klika, Praha

### Kolektivní
- 1928 Akademie výtvarných umění v Praze - Výstava soudobé kultury československé v Brně 1928, Brněnské výstaviště, Brno
- 1936 I. jarní Zlínský salon, Zlín (Zlín), Zlín
- 1937 II. Zlínský salon, Studijní ústav, Zlín
- 1938 III. Zlínský salon, Studijní ústav, Zlín
- 1939 Národ svým výtvarným umělcům, Praha, Praha
- 1940 Jednota umělců výtvarných: 107. výroční řádná členská výstava, Dům Jednoty umělců výtvarných, Praha
  - Mladí. Výstava obrazů a soch, Mansarda Melantricha, Praha 1
  - Bílá Labuť českému umění (výstava soudobého českého umění), Bílá Labuť, Praha
- 1940/1941 Národ svým výtvarným umělcům, Praha, Praha
- 1941 Bílá Labuť českému umění, Bílá Labuť, Praha
  - Jednota umělců výtvarných: 116. řádná členská podzimní výstava, Dům Jednoty umělců výtvarných, Praha
- 1942 Národ svým výtvarným umělcům, Praha, Praha
- 1943 Umělci národu 1943, Praha, Praha
  - Přehlídka 99, Topičův salon (1937-1949), Praha
- 1960 Jevištní výtvarnictví 1945-1960, Dům umění města Brna, Brno
- 1971 Avantgarda Trnu, Galerie Vincence Kramáře, Praha
- 1975 Boje a zápasy, Galerie výtvarného umění, Roudnice nad Labem
- 1986 Sbírka Josefa Jeřábka (Grafika a kresby), Letohrádek Ostrov, Ostrov
- 1999 Cesta na jih, Obecní dům, Praha
- 2000 Bilance I: Obrazy a sochy 1. poloviny 20. století ze sbírek Galerie umění Karlovy Vary, Galerie umění Karlovy Vary, Karlovy Vary
- 2001 Návraty k malbě, Letohrádek Ostrov, Ostrov
- 2017 Ve stínu šapitó: Cirkusové motivy ve sbírkách Galerie umění Karlovy Vary, Letohrádek Ostrov, Ostrov
  - Cirkus pictus: Svět cirkusu v českém umění 1800-1950, Galerie výtvarného umění, Cheb
- 2018/2019 Šetlík pro MUD, Muzeum umění a designu, Benešov

## Obrazy v majetku českých muzeí a galerií
- Galerie moderního umění v Roudnici nad Labem
- Muzeum umění a designu Benešov
- Galerie umění Karlovy Vary
- Oblastní galerie Vysočiny v Jihlavě
- Galerie Středočeského kraje
- Severočeská galerie výtvarného umění v Litoměřicích
- Galerie výtvarného umění v Chebu
- Galerie Ztichlá klika, Praha
- Galerie hlavního města Prahy
  - Akt klečící[7]
  - Maringotka[8]

## Galerie

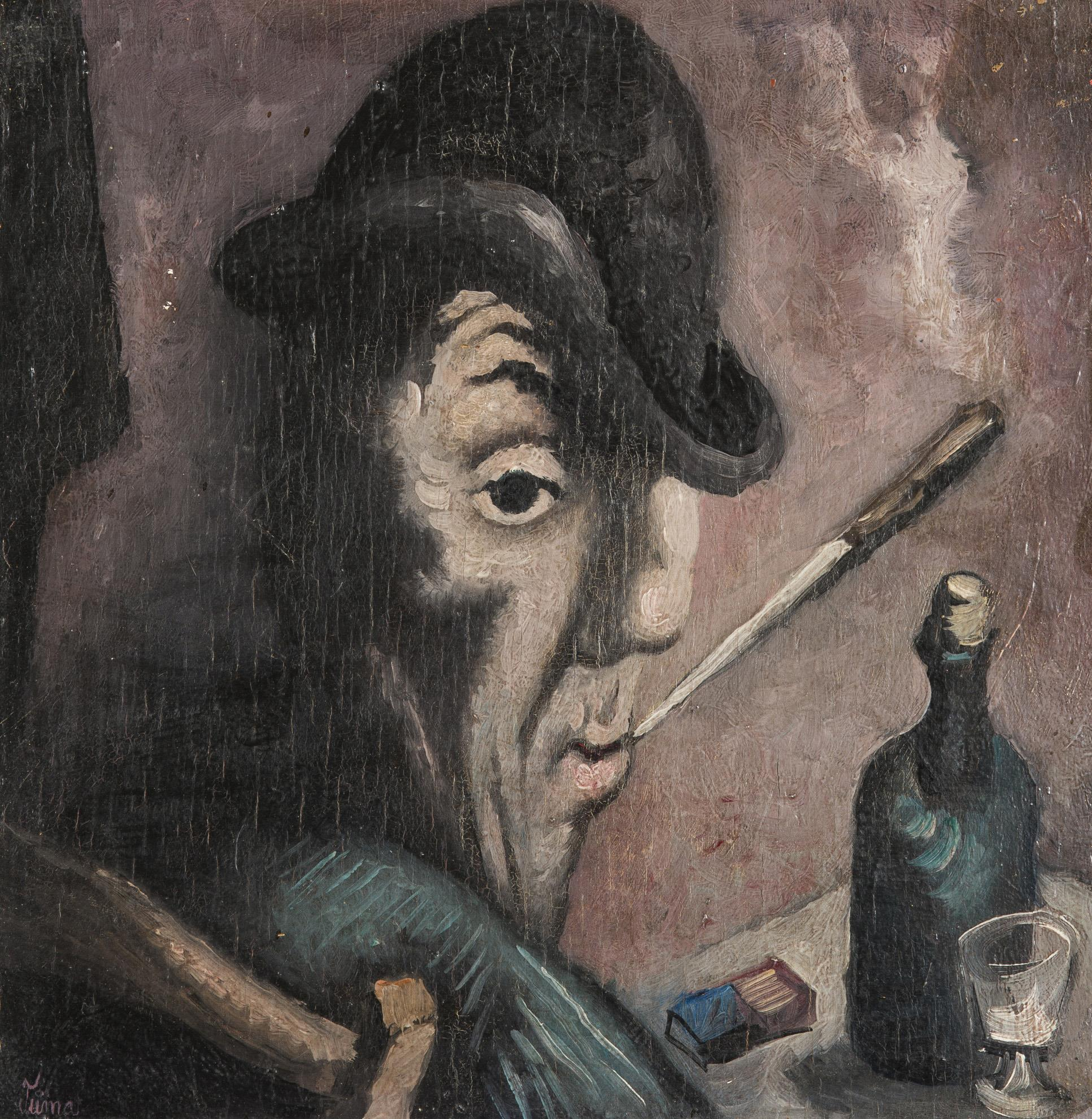
Kuřák, olej na překližce
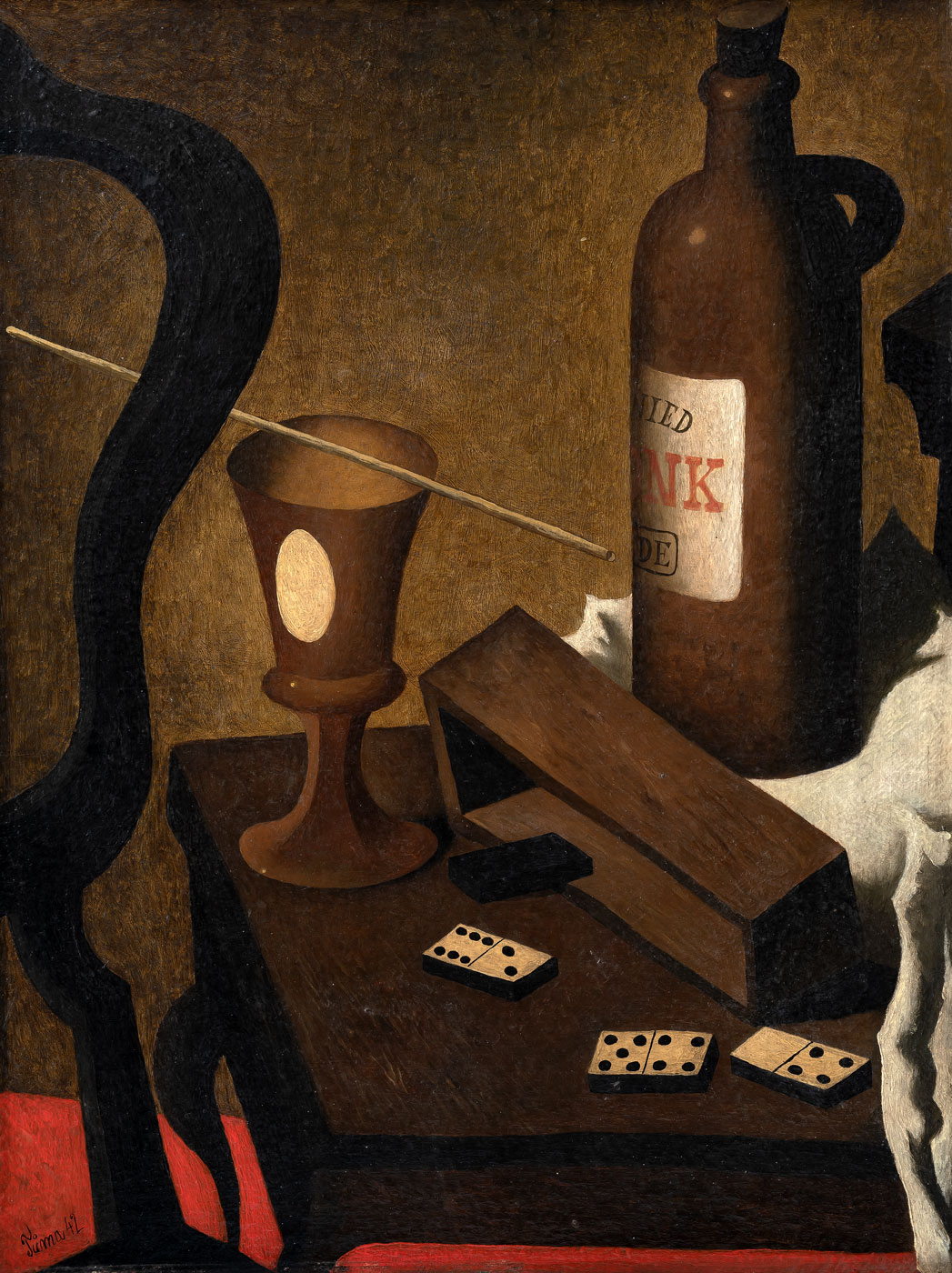
Zátiší z dominem, olej na překližce (1942)
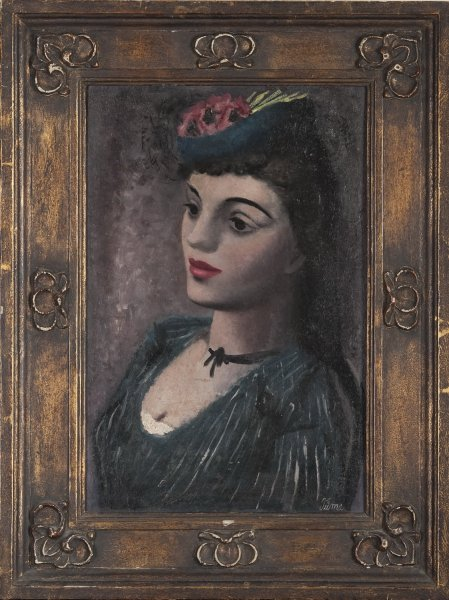
Děvče v klobouku, olej, plátno (1941)
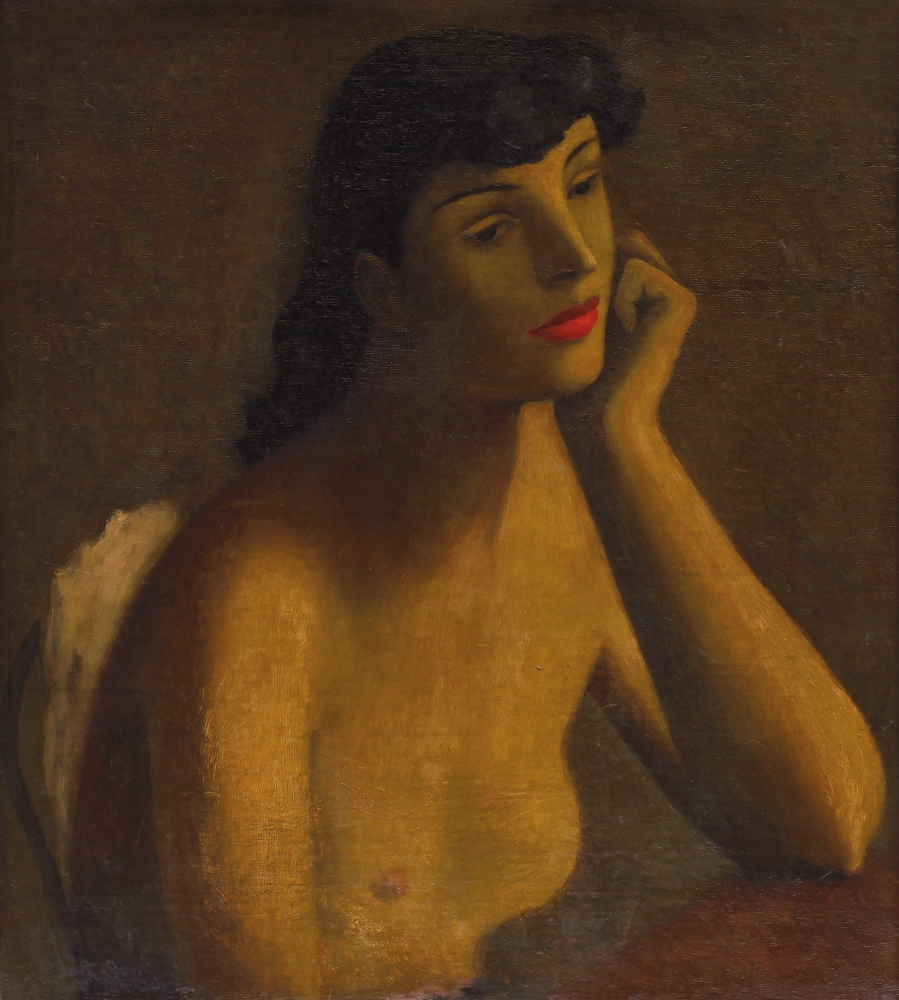
Sedící dívka (Adina Mandlová), olej na lepence (1942)
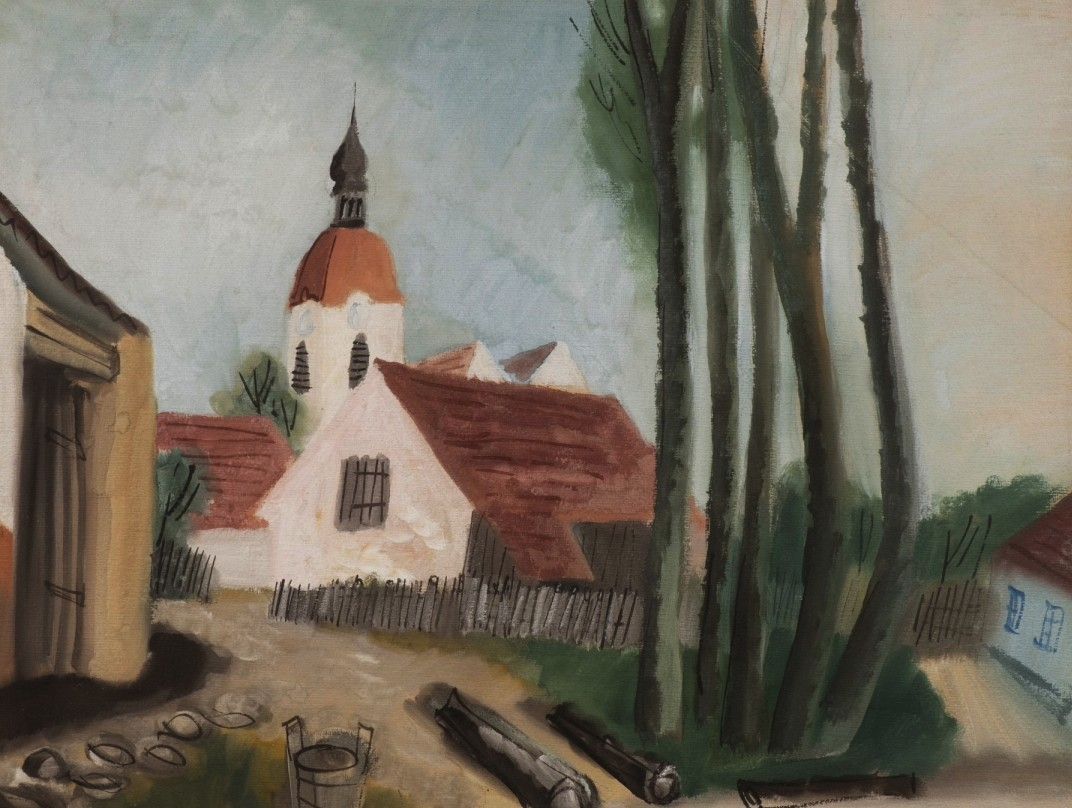
Pohled na kostel ve Velké nad Veličkou, tempera a kvaš na papíře (1938)
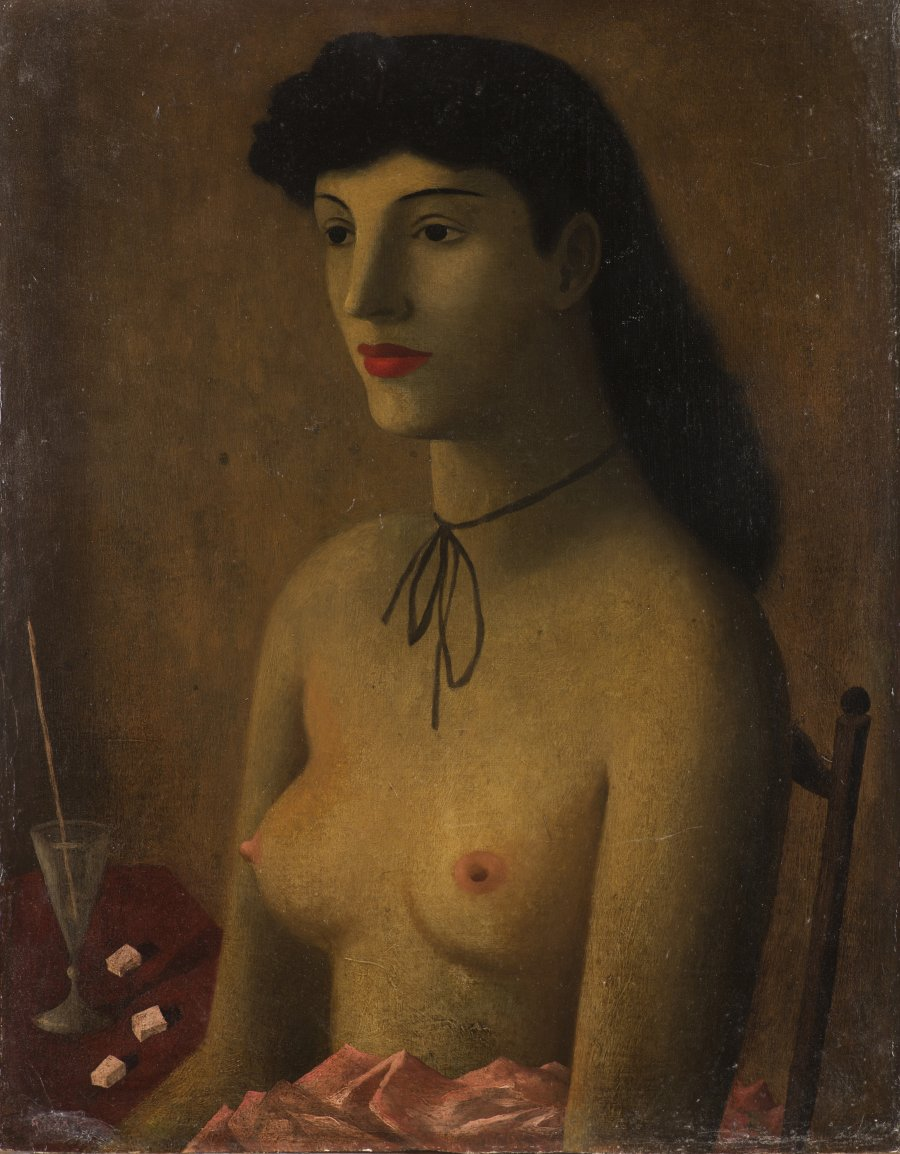
Dívka s apsinthem (Adina Mandlová), olej na kartonu
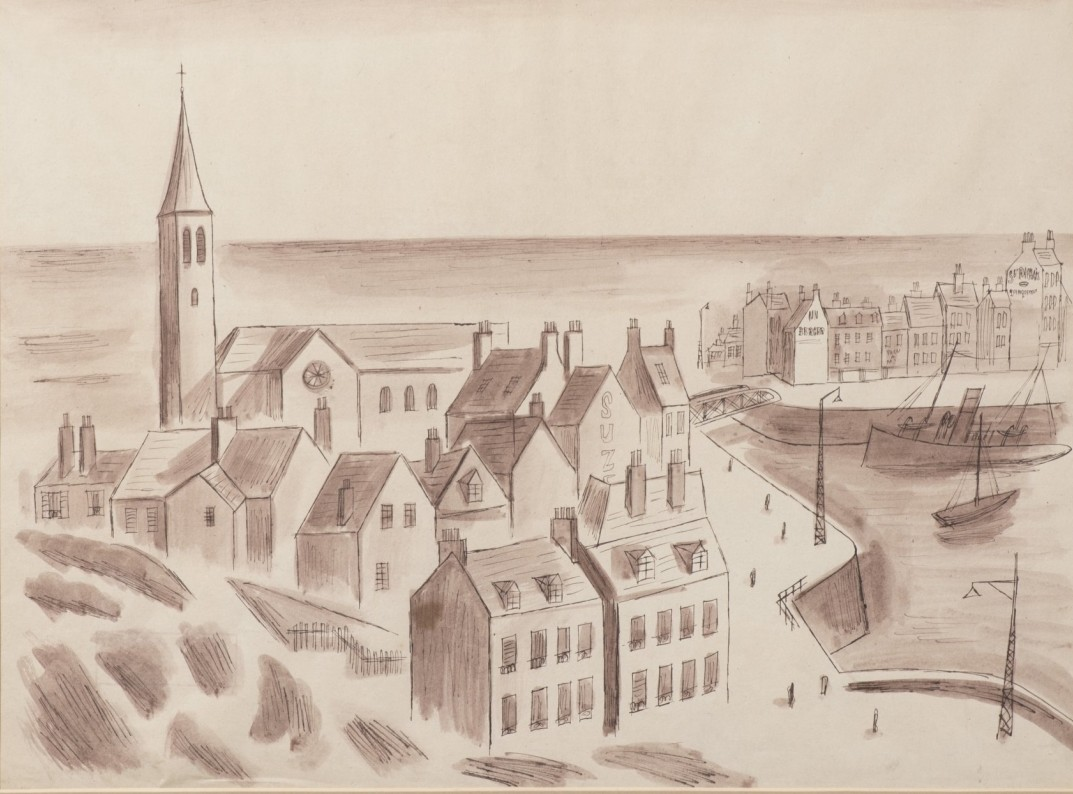
Přístavní město, lavírovaná malba tuší a bělobou (1936)
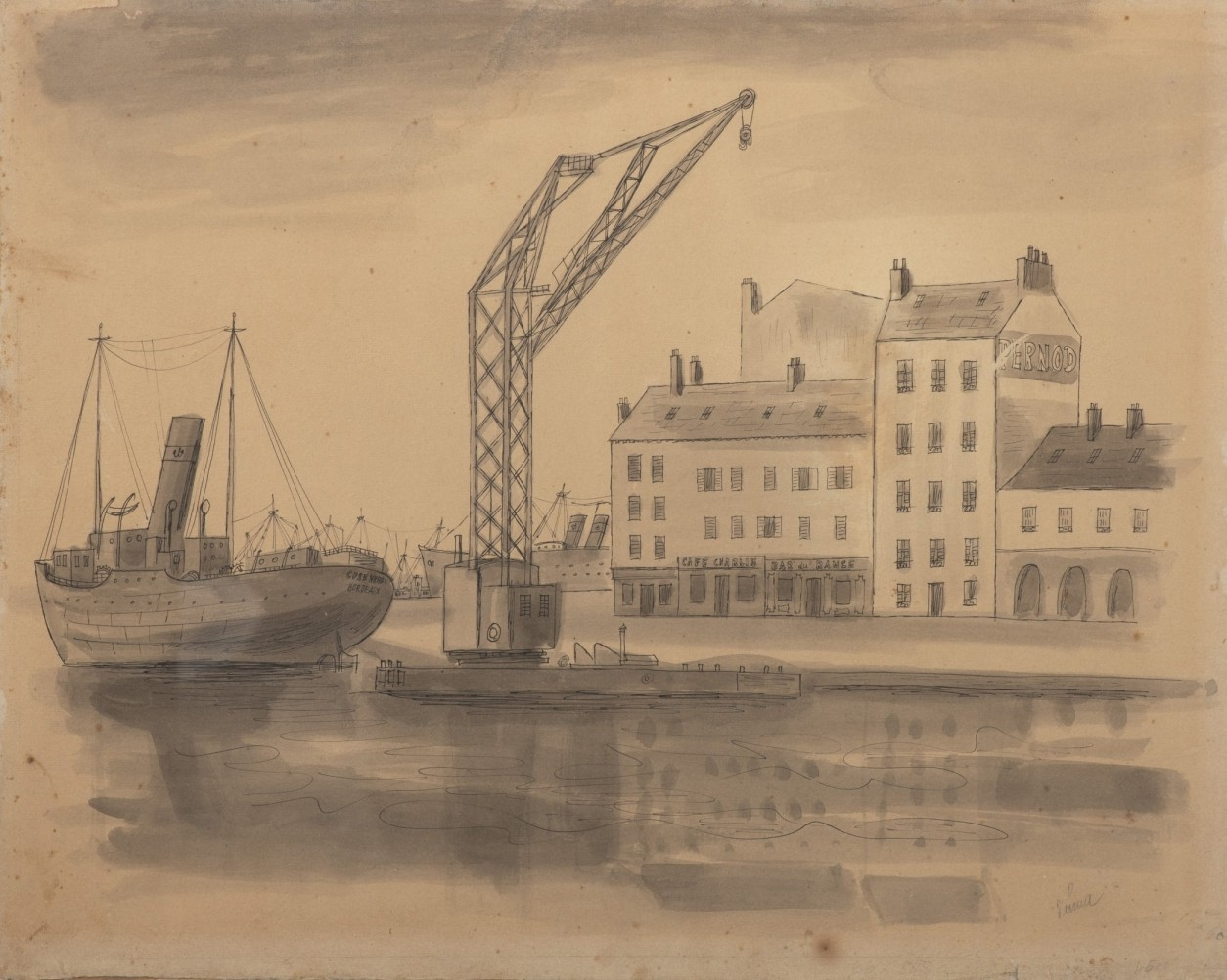
Přístav, Lavírovaná kresba tuší (1936)
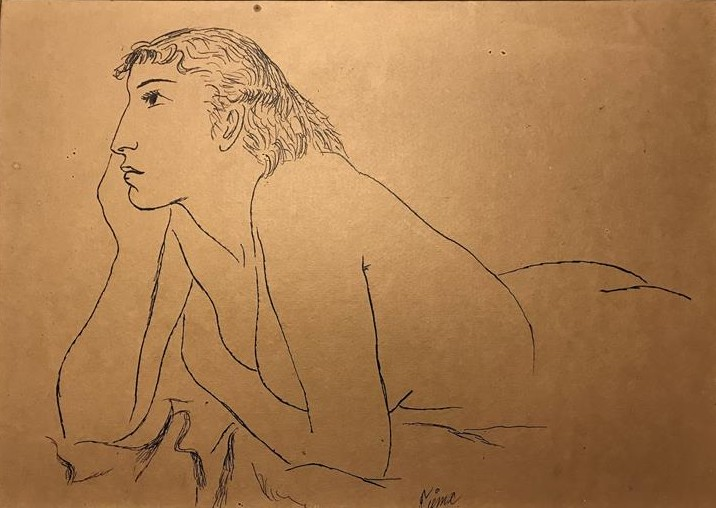
Kresba Adiny Mandlové (?), kresba perem na papíře
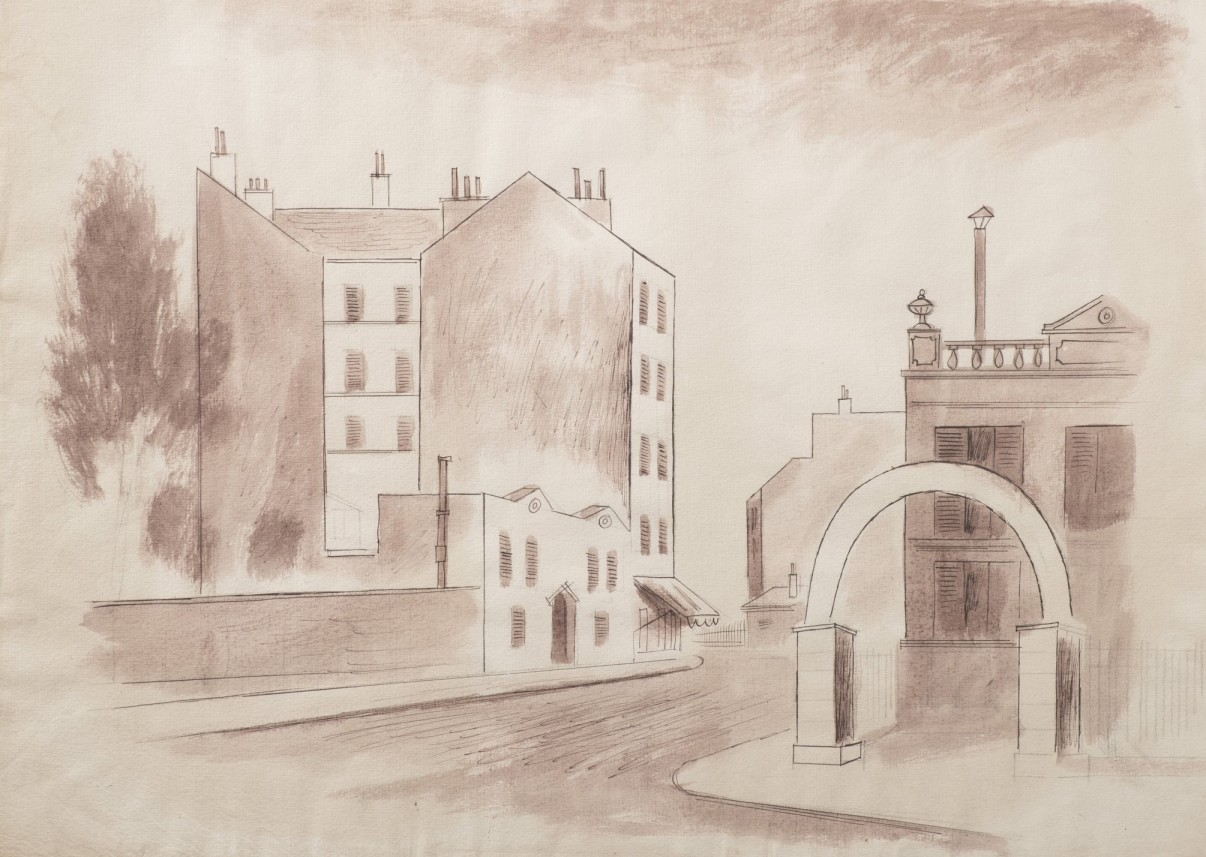
Z Paříže, lavírovaná kresba akvarelem a tuší (1936)